# Nyssa (Oregón)
Nyssa es una ciudad ubicada en el condado de Malheur en el estado estadounidense de Oregón. En el año 2000 tenía una población de 3,163 habitantes y una densidad poblacional de 1,071.3 personas por km².

## Geografía
Nyssa se encuentra ubicada en las coordenadas 43°52′45″N 116°59′49″O / 43.87917, -116.99694.

## Demografía
Según la Oficina del Censo en 2000 los ingresos medios por hogar en la localidad eran de $27,372 y los ingresos medios por familia eran $28,919. Los hombres tenían unos ingresos medios de $26,731 frente a los $20,667 para las mujeres. La renta per cápita para la localidad era de $10,317. Alrededor del 23.3% de la población estaban por debajo del umbral de pobreza.